# Ваньянь Шоусю
Ваньянь Шоусю (спрощ.: 完颜守绪; кит. трад.: 完顏守緒; піньїнь: Wányán Shǒuxù), храмове ім'я Айцзун (кит.: 哀宗; піньїнь: Āizōng; 25 вересня 1198 — 9 лютого 1234) — дев'ятий імператор династії Цзінь.

## Життєпис

### Молоді роки
Походив з роду Ваньянь. Третій син імператора Сюаньцзуна. Матір'ю була дружина імператора пані Ван (яка згодом отримала титул імператриці Мінхуей). При народженні отримав чжурчженське ім'я Ніньясу. У 1213 році отримав від батька титул вана (князя) Суй. У 1216 році після смерті його 2 старших братів, Ніньясу оголошено спадкоємцем трону. Тоді ж змінено ім'я на китайське Шоусюй. 1224 року після смерті Сюаньцзуна став новим імператором під ім'ям Айцзун.

### Володарювання
Для початку уклав мирні союзи з державою Західна Ся та імперією Південна Сун, про які ще домовлявся його попередник. Потім розпочав підготовку для боротьби з Монгольською державою. Для цього провів рішучу боротьбу з корумпованими чиновниками, покращив роботу уряду та управлінської адміністрації, підвищив талановитих військовиків.
Попервах Айцзун вирішив приборкати повсталого шаньдунського губернатора Лю Цюаня. Останній з огляду на складне становище у 1226 році перейшов на бік монголів. Втім у 1231 році чжурчжені завдали повсталому Лю поразки під Янчжоу, де той загинув.
Водночас чжурчженський полководець Ушань розбив монгольське військо і зміцнив позиції в Західних горах (Сішань). Яньшоу Сюй вів успішні вилазки в Шаньдуні, підкоривши більшу частину півострова Цзінь. У 1227 році після смерті Чингісхана на деякий час бойові дії припинилися. Монголи вирішували питання спадкоємства. Лише у 1229 році ним став Уґедей. Цей час Айцзун намагався використатися для накопичення військової потуги.
У 1230 році монгольські війська під орудою Субедея розпочали новий наступ на Цзінь. Вони рухалися по двох напрямах: на Шаньсі і на Шеньсі. Через Шеньсі монголи вдерлися до Сичуані, але сунський імператор Ліцзун відмовилися пропустити їх через свої землі для удару по Бяньцзіну (сучасний Кайфен). Монголи, рухаючись на столицю Цзінь уздовж сунського кордону, 1231 року завдали поразки війську цзінців у битвах під Юйшанєм та Цзюньчжоу.
У 1232 році монголи завдали нової поразки чжурчженям у битві при Саньфеншань й оточили Бяньцзін. Після запеклої облоги протягом 50 діб, коли розвинулася епідемія невідомої смертельної хвороби (мор) — померло 900 тис. осіб, столиця Цзінь була захоплена. Незабаром вороги захопили Лоян (Хенаньфу). Айцзун 1233 року втік спочатку до Гуйдечжоу, а звідти в Цайчжоу. Спроба чинити спротив виявилася невдалою — у битві при Пучені цзінський військовик Ваньянь Ченї зазнав поразки від монголів.
Монголи зуміли укласти союз з Південною Сун, і війська обох держав на чолі із Та'ачаром та Мен Гуном оточили Цайчжоу. Айцзун передав владу члену свого роду Ваньянь Ченліню (відомий під іменем Му-ді) й повісився. Його тіло було піддано кремації й викинуто у річку.

## Девізи правління
- Чженда (正大) 1224—1232
- Кайсін (開興) 1232
- Тяньсін (天興) 1232—1234